# Люциус Лайон
Люциус Лайон (англ. Lucious Lyon) — персонаж американской телевизионной прайм-тайм мыльной оперы Fox «Империя». Роль Люциуса исполняет актёр Терренс Ховард начиная с пилотного эпизода, вышедшего 7 января 2015 года. Люциус Лайон является центральным персонажем сериала, а также его антагонистом-Антигероем, рассказывающего о хип-хоп династии, владеющей звукозаписывающем лейблом Empire Entertainment. Основная сюжетная линия персонажа вращается на фоне его смертельного диагноза БАС, в ходе чего он хочет передать правление компанией одному из своих сыновей: Андре, Джамалу или Хакиму, параллельно с чем после семнадцати лет из тюрьмы возвращается его бывшая жена Куки Лайон, которая претендует на свою половину бизнеса.
Люциус является классическим отрицательным персонажем мыльных опер. Персонаж страдает манией величия, является гомофобом в отношении своего сына Джамала, а также является расистом в отношении белых, и убийцей. Утверждение Ховарда на роль было негативно оценено на фоне того, что он неоднократно обвинялся в домашнем насилии и агрессии в сторону женщин. Тем не менее Люциус был положительно принят критиками, которые называли его персонажем, которого зрители будут любить ненавидеть. Некоторые обозреватели приводили сходства Люциуса с Джей Аром Юингом из длительной прайм-тайм мыльной оперы «Даллас». Также положительно были оценены моменты, где персонаж демонстрировался с положительной стороны, а также его сцены любви и ненависти с Куки.

## История развития
Кастинг и история создания
Когда Ли Дэниелс разрабатывал сериал вместе с Дэнни Стронгом, Уэсли Снайпс был первым выбором на роль Люциуса, однако когда продюсерам не удалось прийти к соглашению с представителями Снайпса, Тараджи П. Хенсон, играющая Куки Лайон, предложила кандидатуру Терренса Ховарда, с которым она десятилетием ранее снялась в фильме «Суета и движение». Новость о подписании контракта Ховарда играть роль Люциуса, бывшего наркоторговца, ставшего хип-хоп магнатом, была объявлена 19 февраля 2014 года.
Характеристика
По замыслу создателей сериала, Люциус характеризуется как страдающий манией величия персонаж, который считает, что владеет миром. Ховард, готовясь к роли хотел играть Люциуса в положительном ключе, но Ли Дэниелс отклонил эту идею, так как персонаж строго позиционировался как антагонистический. Тогда он взял в пример фильм «Крёстный отец» и Майкла Корлеоне. Гомофобия персонажа была основана на личном опыте гея Дэниэлса, так как его отец не принимал его ориентацию в детстве. Сцена-флэшбек из пилотного эпизода, в которой Люциус выбрасывает пятилетнего Джамала в мусорный бак когда тот переодевается в женскую одежду, по признанию Дэниэлса произошла с ним в детстве.
По сюжету, персонаж является известным во всем мире исполнителем хип-хопа и рэпером. Прототипами Люциуса послужили Берри Горди, Gamble and Huff, Jay-Z, Шон «Дидди» Коумз и Куинси Джонс.